# Fiera di Primiero
Fiera di Primiero ist eine Fraktion der italienischen Gemeinde (comune) Primiero San Martino di Castrozza in der Provinz Trient, Region Trentino-Südtirol. Der Ort ist das administrative und wirtschaftliche Zentrum des Valle del Primiero (Primör) im östlichen Trentino.

## Etymologie
Der Ort wurde erstmals 1486 als in villa mercati plebis Primerii erwähnt. 1501 erscheint er in der Form in foro Primerii auf. Der Name nimmt Bezug auf die im Ort jährlich stattgefundenen Märkte fēria, als ab dem Ende des 14. Jahrhunderts hier Eisenerze abgebaut wurden. Der Name Primiero leitet sich aus dem lateinischen primārius ab und ist womöglich eine Allusion auf den ersten, oberen Teil des Cismon-Tals oder den ersten Teil des Feltrischen, da das Primierio ursprünglich der bischöflichen Grafschaft Feltre unterstand. Er ist älter und taucht erstmals 1140 als de Primeja und 1184 dann in der heutigen Form Primerio auf. Das deutsche nicht mehr gebräuchliche Exonym lautet Markt Primör.

## Geographie
Fiera del Primiero liegt auf 710 m s.l.m. an der Mündung des Torrente Canali in den Cismon, nach dem das Valle del Primiero auch Valle del Cismon (Cismon-Tal) genannt wird, am Fuß des Berges Bédolé und der Palagruppe. Der Ort ist etwa 15 km südlich von San Martino di Castrozza und 25 km vom Rollepass entfernt, über den die Straße weiter in das Travgionolo- und dann in das Fleimstal führt. Durch das nach Osten ansteigende Val Canali ist der Ort über den Passo Cereda mit Agordo verbunden, nach Süden durch das Val di Schenèr mit Feltre in der Provinz Belluno.

## Geschichte
Das Valle di Primiero unterstand mit Teilen der Valsugana bis zum 14. Jahrhundert der bischöflichen Grafschaft von Feltre. Als eigener Gerichtsbezirk wurde Primör erstmals zu Beginn des 14. Jahrhunderts erwähnt. Auch nachdem der Bischof von Feltre 1337 Markgraf Karl von Mähren und den Herzog Johann von Kärnten die Hauptmannschaft von Feltre und Belluno übertrug, behielt die Kurie zunächst noch die Kontrolle über das Primör.
Mit der Eroberung von Feltre durch Karl IV. 1347 entglitt das Primör schließlich dem bischöflichen Machtbereich. 1349 wurde Bonifacio Lupi  aus dem Geschlecht der Lupi von Karl IV. mit  dem Primör belehnt. Lupi konnte sich als Hauptmann auch nach dem Machtwechsel durch Francesco da Carrara 1360 und durch die Habsburger Herzöge Albrecht III. und Leopold III. von Österreich 1373 halten. Nach dem Tod von Bonifacio Lupi wechselten sich die Lehensherren zwischen den von Rottenstein, von Greifenstein und den von Starkenberg ab, bis das Primör 1401 als Lehen an die Herren von Welsperg fiel.
Zum Aufstieg des Ortes trugen die 1350 entdeckten Erzvorkommen bei. Der Bergbau wurde unter den Welsperg wesentlich ausgebaut. Die  Kupfer-, Silber- und Eisenminen zogen zahlreiche Knappen aus dem deutschsprachigen Tirol an, vor allem aus der Schwazer Bergbauregion. Die Neuankömmlinge errichteten mit Fiera di Primiero ein neues Zentrum im Primör und prägten es auf verschiedenste Weise. Als bedeutender Bergbauort besaß Fiera sogar einen Bergrichter, der im sogenannten Palazzo delle Miniere residierte. Obwohl das kleinste und jüngste Dorf, entwickelte es sich rasch zum Hauptort des Tales, auch gegenüber dem älteren Tonadico, in dem die Statuten des Tales aufbewahrt wurden. 
Die sozial und politisch aufgeschlossene Bevölkerung von Fiera unterstützte während des Bauernkrieges aktiv die revolutionären Ideen des Michael Gaismair. Die Aufständischen vertrieben Sigismund Welsperg, der auf Castel Telvana bei Borgo Valsugana Schutz suchen musste. Der Aufruhr wurde schließlich blutig niedergeschlagen. Die in die benachbarte Republik Venedig geflüchteten Aufständischen waren allerdings auch dort nicht willkommen und wurden von der Serenissima geächtet.
Die Herrschaft der Welsperg, seit 1693 in den Reichsgrafenstand erhoben, wurde zu Beginn des 19. Jahrhunderts während der napoleonischen Epoche kurz unterbrochen, als der Gerichtsbezirk mit seinem Zentrum Fiera di Primiero 1807 erst zum Königreich Bayern und 1810 an das Königreich Italien fiel. Nach der Restauration wurde unter den Habsburgern der alte Gerichtsbezirk wieder den Grafen von Welsperg anvertraut, bevor er 1827 endgültig dem Staat zufiel. 1849 entstand der k.k. Gerichtsbezirk Primör.
Durch den Friedensvertrag von St. Germain im Jahre 1919 kam der südlich des Brenner gelegene Teil Tirols und somit das Valle del Primiero zum Königreich Italien. 1927 kam es während der faschistischen Gemeindereform zum Zusammenschluss der  Gemeinde Fiera di Primiero mit den Gemeinden Sagron Mis, Siror, Tonadico und Transacqua zur neuen Gemeinde Primiero. 1946 wurde der Zusammenschluss wieder rückgängig gemacht.
Die Gemeinde Fiera di Primiero bestand bis 2015. Am 1. Januar 2016 schloss sie sich nach einem Referendum mit den Gemeinden Siror, Tonadico und Transacqua zur neuen Gemeinde Primiero San Martino di Castrozza zusammen. Bis zu ihrer Auflösung war Fiera di Primiero mit ihren 0,15 km² die flächenmäßig kleinste Gemeinde Italiens vor Atrani an der Amalfiküste mit 0,20 km². Sie grenzte an die Gemeinden Siror, Tonadico, Transacqua und Mezzano.

## Sehenswürdigkeiten
An den historischen Bergbau erinnert heute noch der Palazzo delle Miniere, der Sitz des sogenannten kaiserlichen Bergrichters, der die Aufsicht über die Minen von Primiero hatte. Die Pfarrkirche Santa Maria Assunta ist eine der schönsten gotischen Kirchen des Trentino mit einem 1465 geschnitzten Flügelaltar und einem Fresko, das die im Tal bedeutende Familie Römer bei der Anbetung des auferstandenen Christus zeigt. Neben dem Palazzo delle Miniere steht das romanische Kirchlein San Martino aus dem 11. Jahrhundert.

## Persönlichkeiten
- Johann Nepomuk von Welsperg (1765–1840), Adliger und Staatsbeamter
- Alois Negrelli von Moldelbe (1799–1858), Ingenieur
- Giuseppina Negrelli (1790–1842), Patriotin im Tiroler Freiheitskampf und Schwester von Alois Negrelli.
- Giuseppe Terrabugio (1842–1933), Organist und Komponist
- Giovanni Battista Trener (1877–1954), Geologe
- Gunther Langes (1899–1972), Alpinist und Schriftsteller
- Cristina Tisot (* 1954), Skirennläuferin